# Бурдо, Юбер
Юбе́р Бурдо́ (фр. Hubert Bourdot; 30 октября 1861, Ньевр — 30 сентября 1937, Алье) — французский священник и миколог.

## Биография
Юбер Бурдо родился 30 октября 1861 года в коммуне Эмфи департамента Ньевр.
С 1898 по 1937 год Юбер Бурдо был священником в коммуне Сен-Прье-ан-Мюра. Он был членом Микологического общества Франции, в 1919 году стал его вице-президентом, а через десять лет, в 1929 году, почётным президентом. Его коллекция образцов грибов хранится в Национальном музее естественной истории в Париже.
Юбер Бурдо вместе с Амеде Гальзеном издал несколько научных публикаций, в которых описывалось множество видов грибов, произрастающих во Франции.
Юбер Бурдо умер 30 сентября 1937 года в департаменте Алье.

## Публикации
- H. Bourdot & A. Galzin Hyménomycètes de France: I. Heterobasidiés, 1909
- H. Bourdot & A. Galzin Hyménomycètes de France: II. Homobasidiés: Clavariés et Cyphellés, 1910
- H. Bourdot & A. Galzin Hyménomycètes de France: III. Corticiées: Corticium, Epithele, Asterostromella, 1911
- H. Bourdot & A. Galzin Hyménomycètes de France: IV. Corticiées: Vuilleminia, Aleurodiscus, Dendrothele, Gloeocystidium, Peniophora, 1912
- H. Bourdot & A. Galzin Hyménomycètes de France: V. Hydnées, 1914
- H. Bourdot & A. Galzin Hyménomycètes de France: VI. Asterostromés, 1920
- H. Bourdot & A. Galzin Hyménomycètes de France: VII. Stereum, 1921
- H. Bourdot & A. Galzin Hyménomycètes de France: VIII. Hymenochaete, 1923
- H. Bourdot & A. Galzin Hyménomycètes de France: IX. Meruliés, 1923
- H. Bourdot & A. Galzin Hyménomycètes de France. X. Phylactèriés, 1924
- H. Bourdot & A. Galzin Hyménomycètes de France, XI., 1925
- H. Bourdot & A. Galzin Heterobasidiae nondum descriptae, 1924
- H. Bourdot & A. Galzin Contribution à la Flore Mycologique de la France: I. Hyménomycètes de France. Hétérobasidiés-Homobasidiés Gymnocarpes, (761 pp.), 1927

## Грибы, названные в честь Ю. Бурдо
- Bourdotia (Bres.) Trotter 1925 (Exidiaceae)
- Aphanobasidium bourdotii Boidin & Gilles 1989, nom. inval. (Pterulaceae)
- Calathinus bourdotii Quél. 1898 (=Pleurotus bourdotii, Pleurotaceae)
- Clavaria bourdotii Bres. 1908 (=Kavinia alboviridis, Lentariaceae)
- Coniophora bourdotii Bres. 1908 (=Coniophora fusispora, Coniophoraceae)
- Corticium bourdotii Bres. 1908 (Corticiaceae)
- Cyphella bourdotii Pilát 1927 (Cyphellaceae)
- Leptoporus bourdotii Pilát 1932 (Polyporaceae)
- Melzericium bourdotii Jülich 1976 (Atheliaceae)
- Ramaria bourdotiana Maire 1937 (Ramariaceae)
- Steccherinum bourdotii Saliba & A. David 1988 (Phanerochaetaceae)
- Thelephora bourdotiana Zecchin 2008 (Thelephoraceae)
- Tomentella bourdotii Svrcek 1960 (Thelephoraceae)
- Tulasnella bourdotii Jülich 1982 (Tulasnellaceae)